# ネポール
ネポール (Nepaul) はP&O社の蒸気船。
「ネポール」は1859年建造の鉄製スクリュー船で、総トン数796トン、長さ244フィート（74.37m）、幅29フィート7インチ（9.02m）、機関馬力960IHP、速力12.7ノット、3本マストであった。
日本・上海航路に就航し、外国奉行柴田剛中らが1865年に、幕府のイギリス留学生が1866年に乗船した
1867年（慶応3年）に幕府が購入し、それから紀州藩へ売却。「YUKO」と改名されたともいう。また、1867年に紀州藩が16万7500ドルで購入したとも、慶応3年4月26日に紀州藩が15万ドルで購入し、同年10月22日に「紀伊国丸」と改名したとも（「紀伊国丸」については後述）。
『幕末の蒸気船物語』には1868年（明治元年）に土佐藩が購入して「紅葉賀」となり、1869年（明治2年）に香港の会社に売却されて「ネポール」となった、とある。一方、『日本郵船船舶100年史』によれば「紅葉賀」は外車船で原名「Nautilus」であり、1870年（明治3年）に土佐藩が購入。また日本郵船の『七十年史』には土佐藩の岩崎弥太郎が明治3年10月から「夕顔」、「紅葉賀」、「鶴」を運航とあり、『高知藩財政史 増補新版』には高知県が明治5年1月に「紅葉賀」を政府に引き渡したとある。
『幕末の蒸気船物語』によれば、「ネポール」は1870年10月（明治3年9月）に廻漕会社が購入し「有功丸」となる。「有功丸」について『日本郵船船舶100年史』では明治3年ごろに廻漕会社の「有功丸」になっており、その前は不明としている。
その後は廻漕会社が廻漕取扱所、日本国郵便蒸気船会社となるにともない「有功丸」の所属も変わったが、日本国郵便蒸気船会社は1875年に解散となり、「有功丸」を含めその所有船は政府に買い上げられた。同年中に日本国郵便蒸気船会社所有であった汽船15隻が郵便汽船三菱会社へ下げ渡され、その中に「有功丸」も含まれる。1876年、または1877年2月に帆船となった。その後については『日本郵船船舶100年史』では不明としており、『幕末の蒸気船物語』には記載がない。
『幕末の蒸気船物語』によれば、郵便汽船三菱会社に移った後「紀伊国丸」と改名。『日本郵船船舶100年史』では「有功丸」と「紀伊国丸」は別の船扱いされており、「紀伊国丸」は廻漕取扱所、日本国郵便蒸気船会社、郵便汽船三菱会社と所属し、1882年8月に難破したとする。ただし、郵便汽船三菱会社に下げ渡されたとする元日本国郵便蒸気船会社所有船の中に「紀伊国丸」の名前はない。
『日本郵船船舶100年史』では「有功丸」は総トン数541トン、200馬力、「紀伊国丸」は総トン数796トン、200馬力、垂線間長71.17m、幅8.99mとなっている。日本郵船の『七十年史』によれば、「有功丸」は総トン数541トンで1859年建造である。